# General Motors
A General Motors (rövidítve: GM) a világ egyik legnagyobb autógyártó cégcsoportja. A GM 77 egymást követő évben büszkélkedhetett a legjobb eladásokkal, 1931-től 2007-ig. 34 országban gyárt autókat és teherautókat. 254 900 embert foglalkoztat a világon, autóit 140 országban árulja és szervizeli. 2008-ban 9,23 millió autót és teherautót adtak el a világon a GM márkanevei alatt.

## Története
Az eredeti Gerenal Motors Company nevű holdingtársaságot  1908-ban alapította William C. Durant Detroitban (Michigan állam).
A 2008-ban kirobbant gazdasági világválság hatására a GM Corporation 2009. június 1-jén csődvédelmet kért, amelynek egyik következményeként a cég részvényeit eltávolították a Dow Jones Ipari Átlagból. Ugyanebben az évben megalakult a GM Company, ahova átcsoportosították a sikeresebb márkákat (pl. Opel, Chevrolet). A csődvédelmi kérvényében a GM 82,29 milliárd dolláros vagyont és 172,81 milliárd dolláros adósságállományt jelölt meg, amellyel az USA ipari történetének legnagyobb mértékű csődvédelméhez folyamodott. A csődvédelem alatt átszervezett új GM 2009. július 10-ére végzett az átszervezéssel. Az új GM Company többségi tulajdonosai, az amerikai és a kanadai állam, a tervek szerint 2010-ben szándékoznak újraprivatizálni a vállalatot.
2011. december 20-án befejeződött a GM Corporation felszámolása, ezzel 103 éves történelme véget ért.
2017-ben a GM kivonult Európából. Ennek következtében eladta két európai márkáját, az Opelt és a Vauxhallt a francia PSA-csoportnak 2,2 milliárd €-ért, azaz kb. 670 milliárd forintért.

## A General Motors márkái
- Buick
- Cadillac
- Chevrolet
- Daewoo
- GMC

### Egykoron birtokolt márkái
- Saab  (1989-2010)
- Lotus  (1986-1993)
- Frigidaire  (1919-1979)
- Opel  (1931-2017)
- Vauxhall  (1925-2017)

### Megszűnt márkái
- Oldsmobile (1904-2004)
- Saturn  (1985-2010)
- Pontiac  (1926-2010)
- Hummer  (1998-2010)
- Holden

## A General Motors Magyarországon
A General Motors 1992-ben nyitotta meg szentgotthárdi üzemét, amelybe 1991 és 2010 közt 735 millió eurót fektetett be, majd 2010 és 2013 közt beindult az 500 millió euróból megvalósult Flex üzem, amely a cég motorgyártásához tartozik. 2013-ban újabb 130 millió euró értékben bővítették a cég üzemcsarnokát és további 100 új munkahelyet teremtettek. 2013 júniusában bejelentették, hogy további 60 millió euró értékben bővítik a Flex üzemet, amely éves szinten további 70 000 motor legyártását tette lehetővé és újabb 100 munkahelyet teremtett. A 2014-es év mérlege: 375 000 motor és 200 000 motor komponens került legyártásra. 1992 és 2014 év vége közt 7 726 000 motort gyártottak le itt és 2015-ben gyártották le a 8 milliomodik motort. Hengerfejekből az eddigi termelés során mintegy 6 millió darab készült.